# The Phone House Deutschland

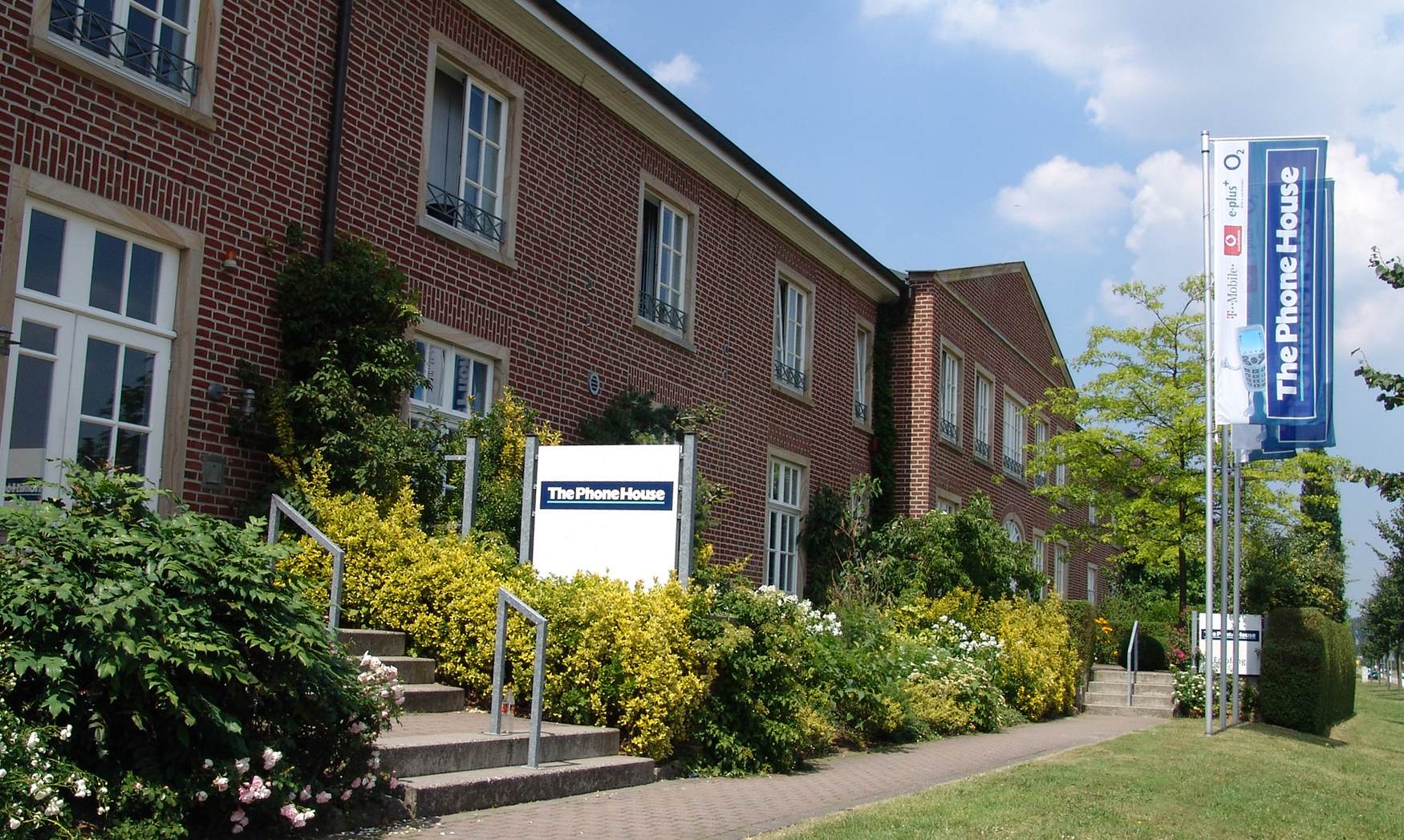
Unternehmenszentrale in Münster

The Phone House Deutschland GmbH (TPH Deutschland) ist eine organisatorische Holding mit Sitz im westfälischen Münster und eine hundertprozentige Tochtergesellschaft der Drillisch AG. Über ihre operativen Gesellschaften The Phone House Services GmbH bietet sie telekommunikationsbezogenen Serviceleistungen, mit der The Phone House Telecom GmbH Produkte und Dienstleistungen für Mobilfunk, Festnetz und Multimedia an und stellt organisatorische Dienstleistungen und Know-how beispielsweise der Yourfone AG innerhalb des Drillisch-Konzerns über die The Phone House Shop Management GmbH zur Verfügung.

## Unternehmensgeschichte
Das Unternehmen wurde 1986 als ABC Rufsysteme (ein Vertrieb für Autotelefone und Anrufbeantworter) in Münster durch René Obermann gegründet. 1990 übernahm die Hongkonger Hutchison Whampoa 68 % der Anteile. 1991 erhielt die Firma die ersten Service-Provider-Lizenzen und hatte 1995 etwa 100.000 Mobilfunkkunden. 1995 wurde sie vollständig in die britische Orange plc. eingegliedert und firmierte seit 1998 unter Hutchison Telecom GmbH. 2003 übernahm die Carphone Warehouse plc das Unternehmen, firmierte es 2004 in The Phone House Telecom GmbH um und gründete 2004 die Holding The Phone House Deutschland GmbH.
Im Jahr 2008 wurde der 200. The Phone House-Shop eröffnet. Durch ausbleibende Gewinne wurden im Zuge einer Unternehmensumstrukturierung diverse Filialen geschlossen, sodass im Jahr 2015 noch ca. 60 Ladenlokale in Eigenregie betrieben wurden.
Im ersten Quartal 2015 gab die Tochtergesellschaft The Phone House Telecom GmbH die Abgabe der in Eigenregie betriebenen Shops an die Fexcom GmbH bekannt. 
Am 15. April 2015 wurde der Verkauf der Deutschland-Holding, The Phone House Deutschland GmbH nebst Tochtergesellschaften The Phone House Services GmbH, The Phone House Telecom GmbH und The Phone House Shop Management GmbH durch die inzwischen aus einer Fusion hervorgegangene Dixons Carphone plc an die Drillisch AG bekannt gegeben.

## Produkte
Im Mobilfunkbereich hatte The Phone House Angebote von T-Mobile, Vodafone, E-Plus und O₂ als Reseller. Von 2008 bis 2014 vertrieb The Phone House nur noch alle Original-Tarife von T-Mobile, Vodafone, E-Plus, O₂ und verließ somit Stück für Stück das Serviceprovidergeschäft.
Seit Anfang 2009 wurden die Kunden im Netz von T-Mobile und Vodafone nach und nach zu den Netzbetreibern migriert. Seit 2010 sind die Serviceproviderkunden im Netz von E-Plus zum Netzbetreiber migriert worden. Alle Neuaufträge wurden direkt über den jeweiligen Netzbetreiber geschaltet. The Phonehouse bietet mittlerweile keine eigenen Serviceprovider-Tarife mehr an. Die bestehenden Prepaidkunden wurden zu Mobilcom-debitel migriert. 
Im Festnetzbereich vermarktete The Phone House verschiedene DSL- und Festnetzangebote. Ein weiteres Standbein war der Bereich des mobilen Internets. The Phone House war hier mit der Vermarktung von Web-Books mit Datentarifen Marktführer.

## Absatzwege und Expansion
The Phone House betrieb in Deutschland über 210 Geschäfte im Eigen- und Franchisebetrieb. Seit Oktober 2010 betreibt The Phone House im CentrO in Oberhausen und Dortmund auf dem Westenhellweg zwei „Wireless World“-Geschäfte. Auf etwa 150 m² wird eine Auswahl an Smartphones, Notebooks und Netbooks, sowie Zubehör angeboten.
Mit über 500 aktiven Fachhändlern verfügt The Phone House unter der Marke „Mobile World Distribution“ außerdem über eine der größten Fachhandelsplattformen in Deutschland.
Des Weiteren betrieb The Phone House von 2006 bis 2015 in eigener Regie Telekom Shops, die sich äußerlich nicht von den Läden der Deutschen Telekom unterschieden. Selbst der Ladenbau war identisch. Diese Shops wurden im Dezember an die BVJ Holding GmbH abgegeben. 
Darüber hinaus ist The Phone House ein Exklusivpartner von Samsung Electronics und betreibt zwei Standorte als „Samsung Experience Stores“.